# One Identity
One Identity est une entreprise de cybersécurité spécialisée dans les logiciels de gestion des identités et des accès (GIA). Elle est notamment connue pour OneLogin, une solution de gestion des accès en mode cloud, permettant une connexion sécurisée aux applications et systèmes,,.

## Histoire
One Identity lance Active Roles[Quand ?], un outil de gestion d’Active Directory. L’année suivante, elle introduit Authentication Services, une passerelle permettant de connecter les systèmes Unix et Linux à Active Directory.
En 2008, l’entreprise élargit son champ d’action à la gestion des identités et des accès en rachetant Voelcker Informatik AG,.
Le 1er juin 2017, One Identity devient une marque indépendante, tout en restant rattachée au groupe Quest,.
En 2018, One Identity acquiert Balabit, entreprise spécialisée dans la gestion des accès privilégiés,.
En octobre de la même année, la société participe aux discussions sur la cybersécurité des élections américaines de mi-mandat, notamment autour de la sécurisation des infrastructures électorales, en coordination avec des agences telles que la CISA (Cybersecurity and Infrastructure Security Agency) et plusieurs organisations privées,.
Le 4 octobre 2021, One Identity annonce l’acquisition de OneLogin, un acteur reconnu dans le domaine des logiciels de gestion des identités et des accès,.
En décembre 2024, One Identity remporte le prix « Hot Company: Privileged Access Management (PAM) » lors des 12e Cyber Defense Magazine’s Annual InfoSec Awards, organisés pendant le CyberDefenseCon 2024,,.